# Congreso de St. Louis
El Congress of St. Louis de 1977 fue una reunión de anglicanos quienes rechazaban la ordenación de mujeres para el sacerdocio. Fue convocada en respuesta a las decisiones tomadas por la Iglesia Episcopal quienes aprobaron la ordenación de mujeres y realizaron una fuertes reformas al Libro de Oración Común. Como un resultado de querer mantener la tradición Apostólica según la cual solo los hombres pueden ser sacerdotes, y el uso exclusivo de formas litúrgicas históricas de la Iglesia Anglicana, se fundó la Iglesia Anglicana de Estados Unidos. Por 1978, cuatro obispos fueron consagrados, y luego la iglesia se separó en tres iglesias, la Iglesia Anglicana Católica, la Anglicana Providencia de Cristo Rey y la Iglesia Anglicana Católica de Canadá.
- Datos: Q5160898